# De meisjes van Jesses
De meisjes van Jesses (1973) is een roman van de Belgische schrijver Louis Paul Boon.

## Inspiratie
De moord op Sharon Tate, de echtgenote van regisseur Roman Polanski, door de sekte rond Charles Manson, vormde de rechtstreekse inspiratie voor dit werk.

## Vorm
De roman bestaat uit zes hoofdstukken, en in voor Louis Paul Boon redelijk conventionele stijl geschreven. Bovenaan elke pagina staat er een stuk uit de Openbaring van Johannes, het laatste boek uit het Nieuw Testament.

## Inhoud
De stad Babylon wordt afgeschilderd als een stad van weelde, maar ook van verderf en druggebruik. Een reeks moorden, en in het bijzonder de moord op filmster Birgitte Beryl, schrikt de stad op.